# NGC 2549
NGC 2549 este o galaxie lenticulară situată în constelația Linxul. A fost descoperită în 9 februarie 1831 de către John Herschel. Se află la o distanță de 12,59 megaparseci de Pământ.